# Strawberry Shortcake's Berry Bitty Adventures
Strawberry Shortcake's Berry Bitty Adventures (no Brasil, Moranguinho: Aventuras em Tutti Frutti e em Portugal, Docinho de Morango: Aventuras na Cidade dos Morangos) foi uma série de desenho animado, do gênero animação computadorizada (CGI), baseada na franquia Strawberry Shortcake e produzida pela Cookie Jar Entertainment, pela MoonScoop Group (posteriormente Splash Entertainment) e pela American Greetings em associação com a Iconix Brand Group. A série segue as aventuras de Moranguinho e suas amigas que vivem na Cidade dos Morangos.
A terceira iteração da franquia global, após a versão original dos anos 80 e a versão de 2003, teve três filmes lançados em DVD pela 20th Century Fox e também teve linha de brinquedos pela Hasbro, ambos dos quais são conhecidos apenas pelo nome Moranguinho (original: Strawberry Shortcake). A série teve uma trilha sonora composta por Andy Street e com letras de Judy Rothman.
Em Portugal a primeira temporada estreou no dia 8 de agosto de 2011, a segunda temporada no dia 2 de março de 2013 e a terceira temporada no dia 2 de maio de 2014 no Canal Panda e mais tarde no JimJam. No Brasil, a série foi exibida pelo Playhouse Disney (desde 1 de abril de 2011 o Disney Junior) de 27 de setembro de 2010 a 5 de julho de 2013 (reexibições até 14 de novembro de 2014) e pelo Discovery Kids de 17 de novembro de 2014 a 30 de setembro de 2016.

## Personagens
- Strawberry Shortcake (MoranguinhoBR/ Docinho de Morango PT) – A personagem principal, cozinheira e dona do popular Café Tutti Frutti, ela é confiante, atenciosa, otimista, pensativa, engenhosa, entusiasmada e cheia de ideias. Seus animais de estimação são Mostarda a gata e Rocambole o cachorro. Dublada por Anna Cummer (diálogo) e Tracey Moore (canções) na versão original, por Jullie na versão brasileira e por Adriana Moniz na versão portuguesa.
- Orange Blossom (Laranjinha) – Gerente da loja e dona do mercadinho, ela é inteligente, energética, engenhosa, esportiva, aventureira, atenciosa e sempre está pronta para ajudar. Seu animal de estimação é Marmelada a cadela. Dublada por Janyse Jaud na versão original, por Érika Menezes na versão brasileira e por Maria Camões na versão portuguesa.
- Lemon Meringue (Gotinha de LimãoBR/ Limãozinho PT) – Cabeleireira e dona do salão de beleza, ela é criativa, elegante, doce, feminina e pensa rápido quando se trata de resolver qualquer problema de cabelo. Seu animal de estimação é Henna a cadela. Dublada por Andrea Libman na versão original, por Pamella Rodrigues na versão brasileira e por Sandra de Castro na versão portuguesa.
- Blueberry Muffin (AmoraBR / Mirtilo PT) – Uma leitora ávida e dona da biblioteca, ela é esperta, inteligente e rápida para pensar sobre um problema em primeiro lugar. Seu animal de estimação é Scouty o cachorro. Dublada por Britt McKillip na versão original, por Jéssica Vieira na versão brasileira e por Erika Mota na versão portuguesa.
- Raspberry Torte (Cachinho de Framboesa) – Fashionista e dona da Boutique, ela é elegante, simpática, educada e se preocupa muito com suas modas, tanto quanto suas amigas. Seu animal de estimação é Chiffon a cadela. Dublada pela Ingrid Nilson na versão original, por Hannah Buttel na versão brasileira e por Cristina Basílio na versão portuguesa.
- Plum Pudding (Ameixinha) – Uma dançarina e dona do estúdio de dança, ela é ativa, charmosa, subtil, humorada, de bom coração, ágil e acredita que tem algo para dançar sempre, a qualquer hora e em qualquer lugar. Seu animal de estimação é Malhadinho o cachorro. Dublada por Ashleigh Ball na versão original, por Jéssica Marina na versão brasileira e por Erika Mota na versão portuguesa.
- Cherry Jam (Cerejinha) – Uma super estrela pop e professora de música, às vezes, faz um dueto com a Moranguinho e suas amigas. Seu animal de estimação é Canelinha a cadela. Dublada por Shannon Chan-Kent (diálogo) e Victoria Duffield (canções) na versão original, além de Bruna Laynes (diálogo) e Mariana Féo (canções) na versão brasileira.
- Huckleberry Pie (Huck / Mirtilo) – O dono do serviço de adoção de animais, ele dirige de cidade em cidade (recebendo os cachorros adotados) e inaugura um abrigo de animais na Cidade Grande. Seu animal de estimação é Tom-Tom o cachorro. Dublado por Aidan Drummond na versão original e por Eduardo Drummond na versão brasileira.
- Sweet Grapes (Uvinha) – A irmã gêmea de Azedinha, ela prefere fazer coisas doces. Tem uma personalidade gentil, doce e ingênua, contrastando com a negatividade de sua irmã. Dublada por Andrea Libman na versão original e por Taís Feijó na versão brasileira.
- Sour Grapes (Azedinha) – A irmã gêmea de Uvinha, ela prefere fazer coisas azedas. Tem uma personalidade rude, desconfiada e azeda, sem o suporte de sua irmã. Dublada por Diana Kaarina na versão original e por Ana Lúcia Menezes na versão brasileira.
- Apple Dumplin (Maçãzinha) – A prima de Moranguinho, ela é uma viajante que registra todas as suas aventuras no seu blog Tutti Melhores Momentos. Se destaca por ser um gênio na informática sem ter muitas habilidades de contato interpessoal no começo de sua participação na série, tendo passado demasia de tempo vivendo suas aventuras sem ter contato com amigos verdadeiros. No entanto, o tempo que passou com Moranguinho e suas amigas fez dela uma pessoa mais fácil de se afeiçoar. Seu animal de estimação é Hora-Do-Chá a tartaruga. Dublada por Rebecca Shoichet na versão original e por Camilla Andrade na versão brasileira.